# Ascrib Islands
Die Ascrib Islands sind eine Inselkette im Norden der Inneren Hebriden in Schottland. Sie liegen im Loch Snizort zwischen den Halbinseln Waternish und Trotternish im Nordwesten der Insel Skye.
Folgende Inseln gehören zu dieser Gruppe (von Norden nach Süden):
- Eilean Iosal
- Eilean Creagach
- Sgeir a’ Chuain
- Sgeir a’ Chapuill
- Eilean Garave
- South Ascrib
- Scalp Rock

Ascrib Islands
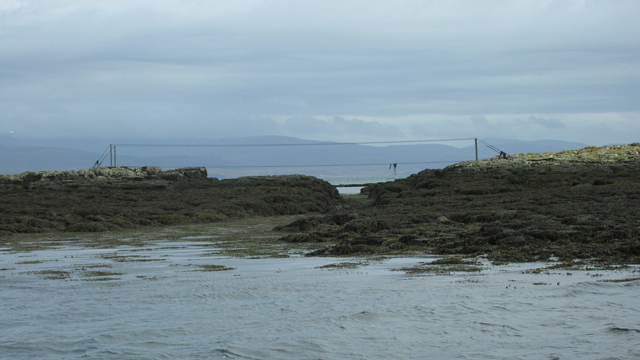
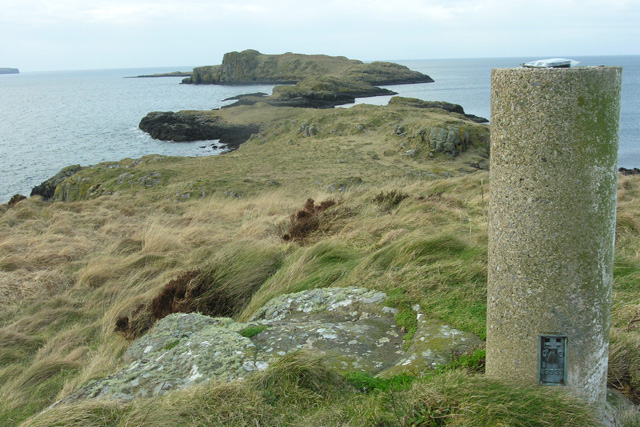
Eilean Garave
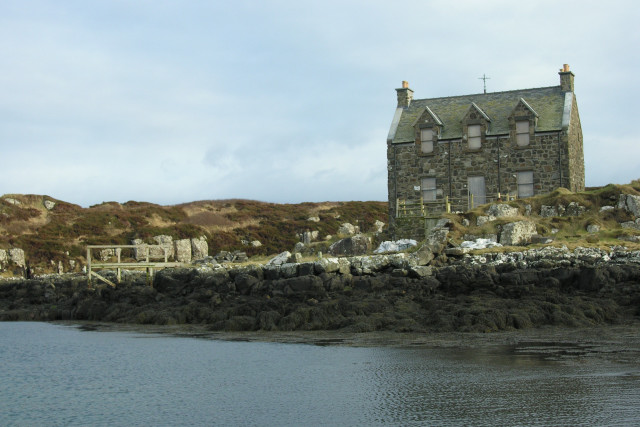
Ascrib House

Auf South Ascrib, der größten Insel, befindet sich ein unbewohntes Haus. In den späten 1990er Jahren standen die Inseln zu Verkauf. Sie wurden von Peter Palumbo, Baron Palumbo erworben.
Die Ascrib Islands, Isay und das Loch Dunvegan bilden seit 2005 ein Natura-2000-Gebiet zum Schutz der dort lebenden Seehunde (Phoca vitulina).